# Carpoforo Tencalla

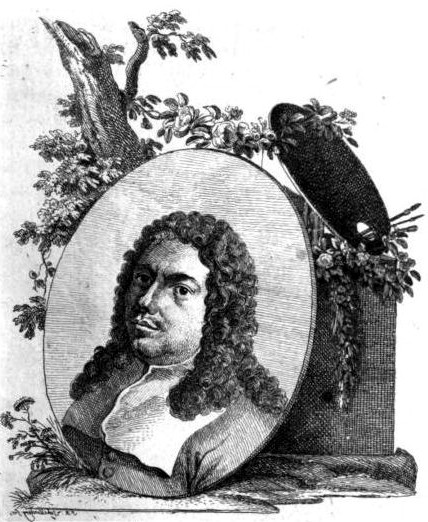
Carpoforo Tencalla auf einem Stich um 1774

Carpoforo Tencalla, auch Tencala (* 10. September 1623 in Bissone; † 9. März 1685 ebenda) war ein schweizer- italienischer Maler.

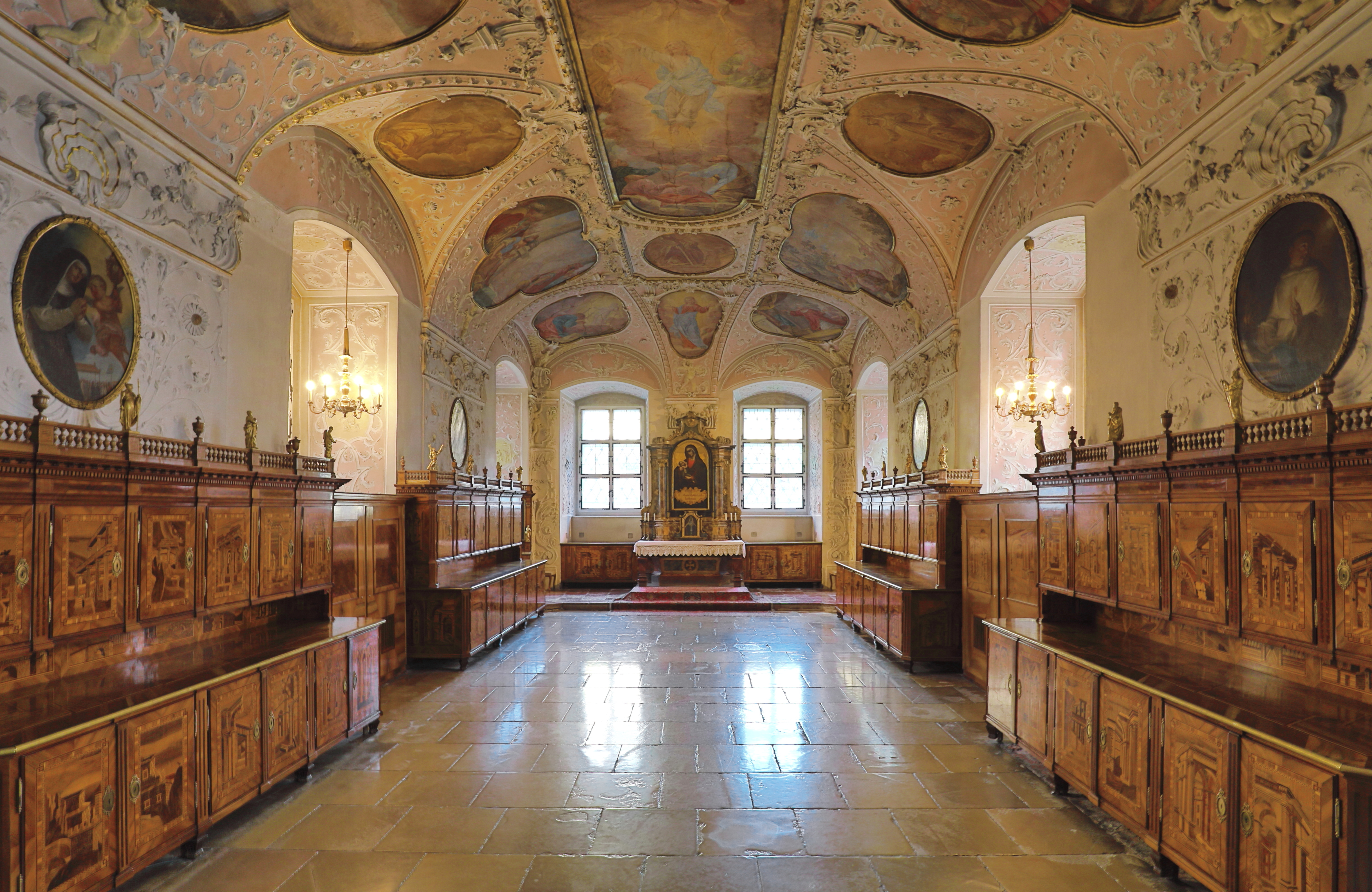
Carpoforo Tencalla: Deckenfresken, Sakristei der Stiftskirche Heiligenkreuz, 1667–1669.

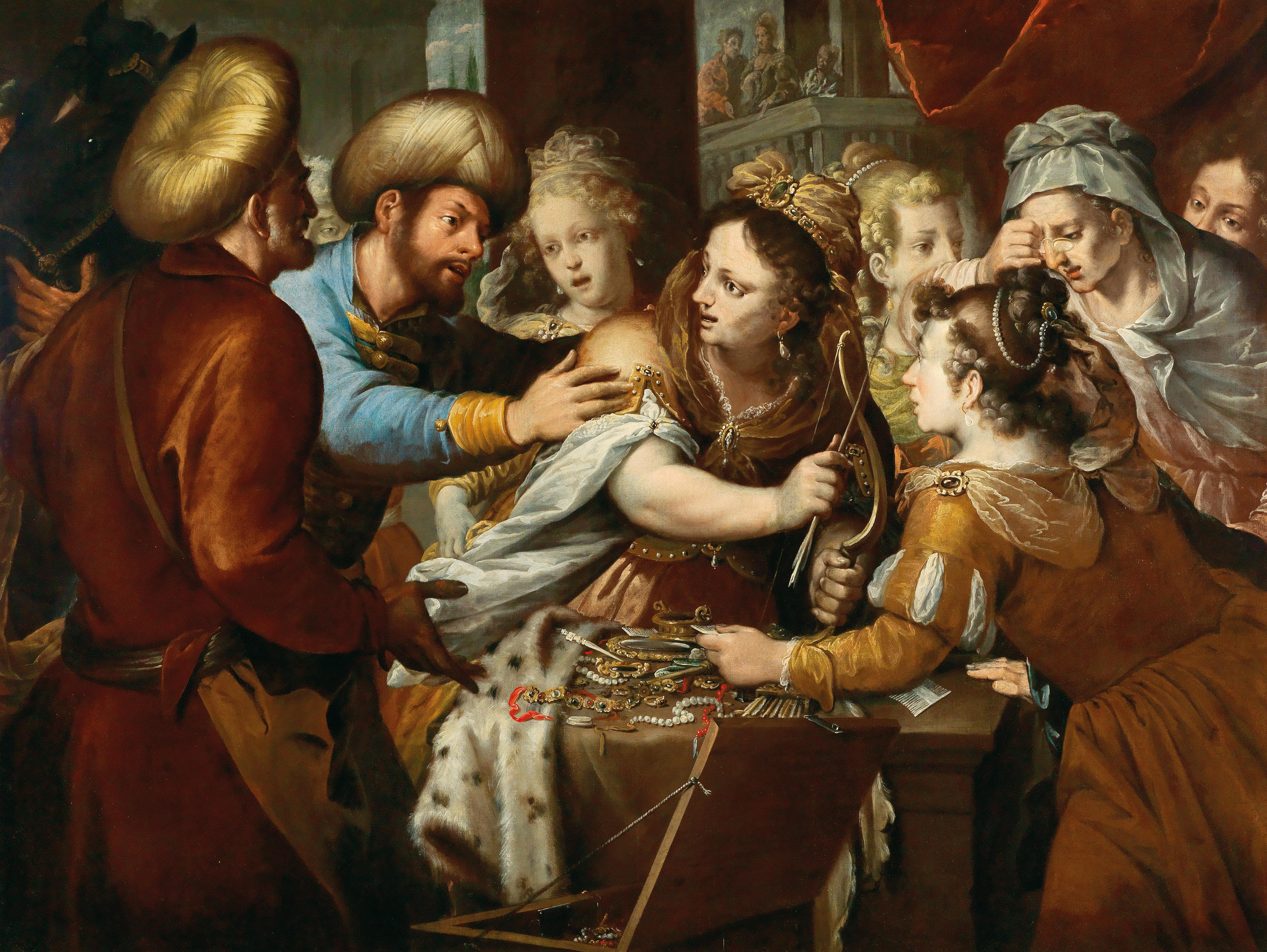
Carpoforo Tencalla: Odysseus erkennt Achilles unter den Töchtern von Lykomedes. Schloss Trautenfels, 1670.

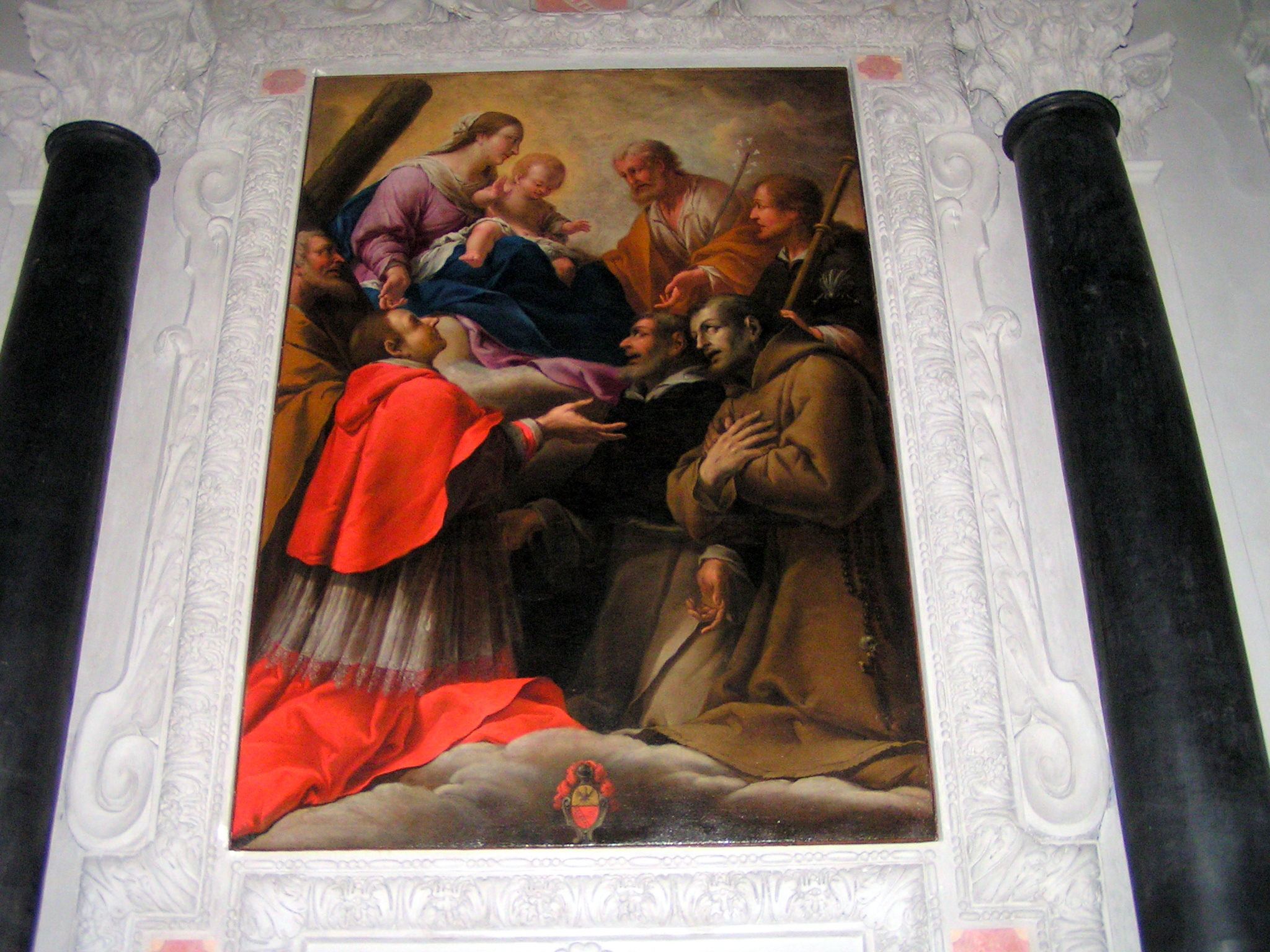
Carpoforo Tencalla: Madonna col Bambino e Santi, Pfarrkirche Santi Pietro e Paolo, Gravesano, 1680.

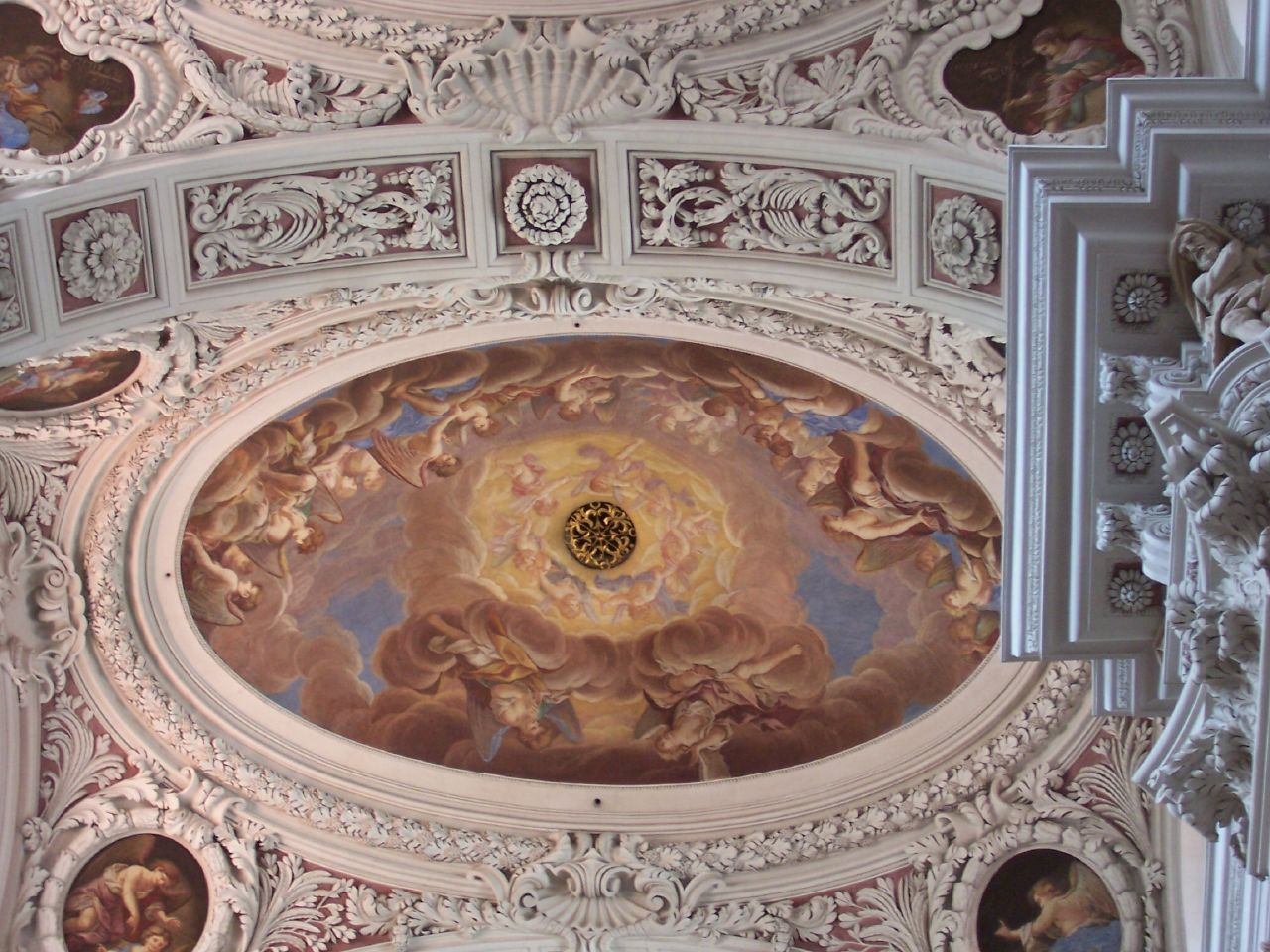
Carpoforo Tencalla: Deckenmalerei, Stephansdom, Passau, 1680–1684.

## Leben
Der Sohn eines Architekten erhielt nach Angaben des Malers und Kunsthistorikers Joachim von Sandrart, der ihn persönlich kannte, seine Ausbildung in Mailand, Bergamo und Verona. Aus dieser Zeit sind figürliche Deckengemälde im Palazzo des Marchese Terzi in Bergamo erhalten, ferner Malereien in einer Kapelle in Santa Maria Maggiore und das Altarbild in der Kapelle Santa Maria delle Grazie in der Kathedrale San Lorenzo von Lugano.
1659 ist Tencalla durch Sandrart erstmals in Österreich nachgewiesen, als er die Wandfresken im Presbyterium der Stiftskirche von Stift Lambach schuf, während Sandrart für die Deckenfresken zuständig war.
Am 5. Februar 1665 schrieb er in Bissone einen Brief an die Kirchenvorsteher von Madonna di Santa Giacomo in Bergamo und erklärte sich bereit, den Auftrag für die dortigen Arbeiten zu übernehmen. Anschließend führte er die Deckenmalereien über dem Altar aus.
1667 hielt er sich in Wien auf und bemalte ein Zimmer in der Hofburg, 1669 führte er Malereien in der Sakristei von Stift Heiligenkreuz aus. Beide Arbeiten sind nicht erhalten. 1670 signierte er Wandgemälde mythologischen Inhalts im Galeriesaal von Schloss Trautenfels. Bis 1673 war Tencalla, Hofmaler von Kaiserin Eleonore, wieder in der Hofburg tätig. 1676 schuf er die Deckenmalereien der Wiener Dominikanerkirche.
1674 malte er im Dienste des Bischofs Karl II. von Liechtenstein-Kastelkorn die Decke des großen Saales der Residenz in Olmütz sowie zahlreiche weitere Darstellungen, die alle durch einen Brand 1750 und den anschließenden Umbau des Schlosses verlorengingen. Ein Brand im Jahr 1752 zerstörte seine etwas später entstandenen Malereien in Schloss Kroměříž.
Am 17. Juni 1682 unterzeichnete Tencalla den Kontrakt für die Ausführung von Freskomalereien in Chor, Kuppel und zwei Seitenkapellen im Dom von Passau. Am 27. Oktober 1684 wurde der Auftrag erweitert, doch starb Tencalla vor der Ausmalung der Seitenkapellen. Sein Schwiegersohn Carlo Antonio Bussi vollendete diese Arbeiten.